# Daniel Duval
Daniel Duval (* 28. November 1944 in Vitry-sur-Seine, Frankreich; † 10. Oktober 2013) war ein französischer Schauspieler, Drehbuchautor und Regisseur.

## Karriere
Sein Filmdebüt gab Duval 1973 mit Amélies Reise – sowohl als Regisseur als auch als Hauptdarsteller. Als Regisseur erhielt er für L'ombre des chateaux den Regiepreis beim Filmfestival in Moskau 1977. Der 1979 entstandene Film Die Aussteigerin mit Miou-Miou zählt zu seinen bekanntesten Arbeiten. Zu seinen wichtigsten Rollen späteren Datums zählt Melvil Poupauds Vater in Die Zeit die bleibt.

## Filmografie (Auswahl)
- 1973: Der Schrottplatz (La ville-bidon) – Regie: Jacques Baratier
- 1975: Wenn das Fest beginnt … (Que la fête commence …)
- 1975: Die Entfesselten (L’agression) – Regie: Gérard Pirès
- 1976: Ben und Benedikte (Ben et Bénédict) – Regie: Paula Delsol
- 1976: Im Schatten der Schlösser (L’hombre des châteaux) – Regie und Drehbuch
- 1978: Besuch Mama, Papa muß arbeiten (Va voir Maman, Papa travaille) – Regie: François Leterrier
- 1980: The Mad Mustangs (Le bar du téléphone) – Regie: Claude Barrois
- 1979: Die Aussteigerin (La dérobade) – Drehbuch, Regie, Schauspieler
- 1982: Flucht in den Abgrund (Effraction) – Regie und Drehbuch
- 1984: Die Abrechnung (Un chien écrasé) – auch Regie
- 1984: Ein höllischer Sommer (Un été d’enfer) – Regie: Michael Schock
- 1984: Der Richter von Marseille (Le juge) – Regie: Philippe Levebvre
- 1985: Unter Wölfen (Les Loups entre eux) – Regie: José Giovanni
- 1986: Lorfou – Drehbuch und Regie
- 1987: Bahnhof zum Glück (Rue du chat crewe) – Regie: Caroline Huppert
- 1994: Kommissar Navarro (Navarro; Fernsehserie, 1 Folge)
- 1996: Gibt es zu Weihnachten Schnee? (Y-a-t-il de la neige à Noël?)
- 1996: Love, etc. – Regie: Marion Vernoux
- 1997: Ich versteh’ nicht, was man an mir findet (Je ne vois pas ce qu’on me trouve) – Regie: Christian Vincent
- 2000: Julie Lescaut (Fernsehserie, 1 Folge)
- 2003: Wolfzeit
- 2003: Auf Anfang (Tout le monde rêve de voler) – Regie: Dominique Ladoge
- 2004: 36 tödliche Rivalen (36, quai des Orfèvres)
- 2004: À San Remo – Regie: Julien Donada
- 2005: Caché
- 2005: Die Zeit die bleibt (Le temps qui reste)
- 2006: Le temps des porte-plumes
- 2007: Der fliegende Händler (Le fils de l’épicier)
- 2007: Le deuxième souffle
- 2008–2010: Engrenages (Fernsehserie, 14 Folgen)
- 2009: Ghettogangz 2 – Ultimatum (Banlieue 13 – Ultimatum)
- 2009: How to Draw a Perfect Circle (Como Desenhar um Círculo Perfeito)
- 2010: Bezaubernde Lügen (De vrais mensonges)
- 2011: A Gang Story – Eine Frage der Ehre (Les Lyonnais)
- 2013: Gestrandet (Les déferlantes)